# Thansau

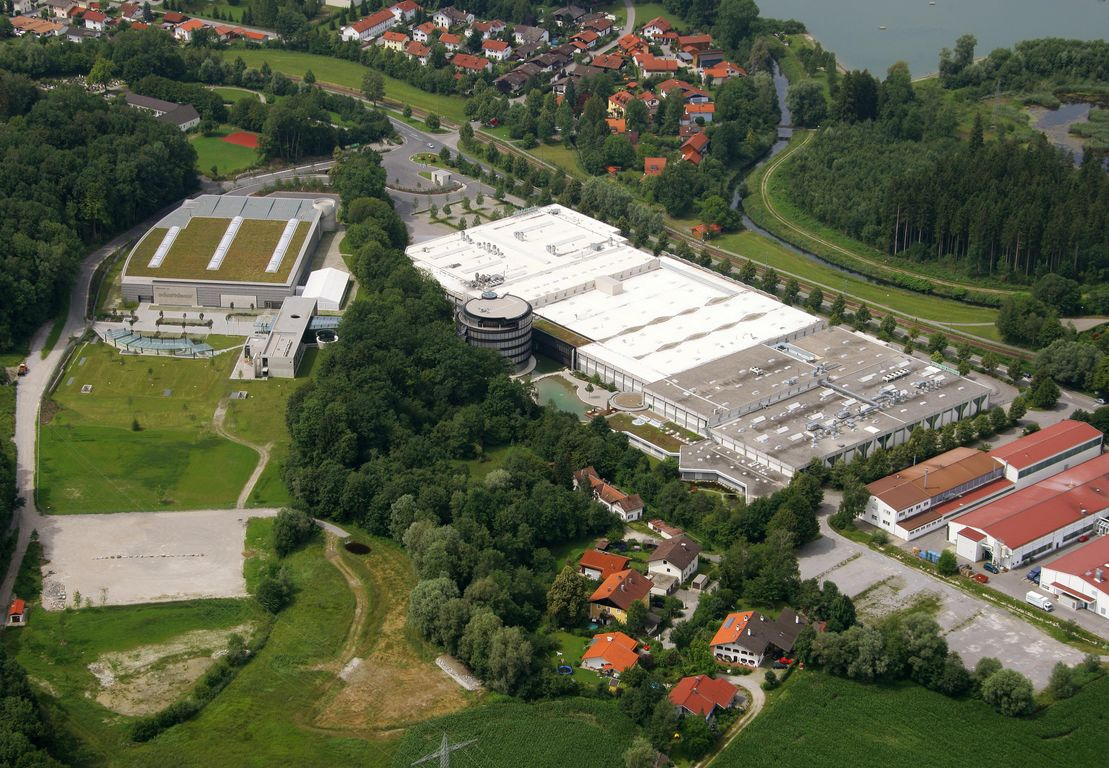
Blick über das Gewerbegebiet im Thansauer Norden nach Südwesten zum Thansauer Badesee

Thansau ist ein Ortsteil der Gemeinde Rohrdorf im oberbayerischen Landkreis Rosenheim. Der Ort liegt etwa 5 Kilometer südöstlich von Rosenheim und gehört zur Postleitzahl 83101.
Die Gemeinde Rohrdorf besteht aus insgesamt fünf Ortsteilen: Rohrdorf, Thansau, Achenmühle, Höhenmoos und Lauterbach. Laut dem Zensus vom 9. Mai 2011 hatte Thansau 1880 Einwohner. Aktuelle Zahlen zur Einwohnerentwicklung und zur Fläche des Ortsteils sind derzeit öffentlich nicht verfügbar.
Durch seine verkehrsgünstige Lage in der Nähe von Rosenheim und die Einbettung in die landschaftlich reizvolle Umgebung ist Thansau ein attraktiver Ortsteil innerhalb der Gemeinde Rohrdorf.
Koordinaten: 47° 49′ N, 12° 9′ O